# Atrésie

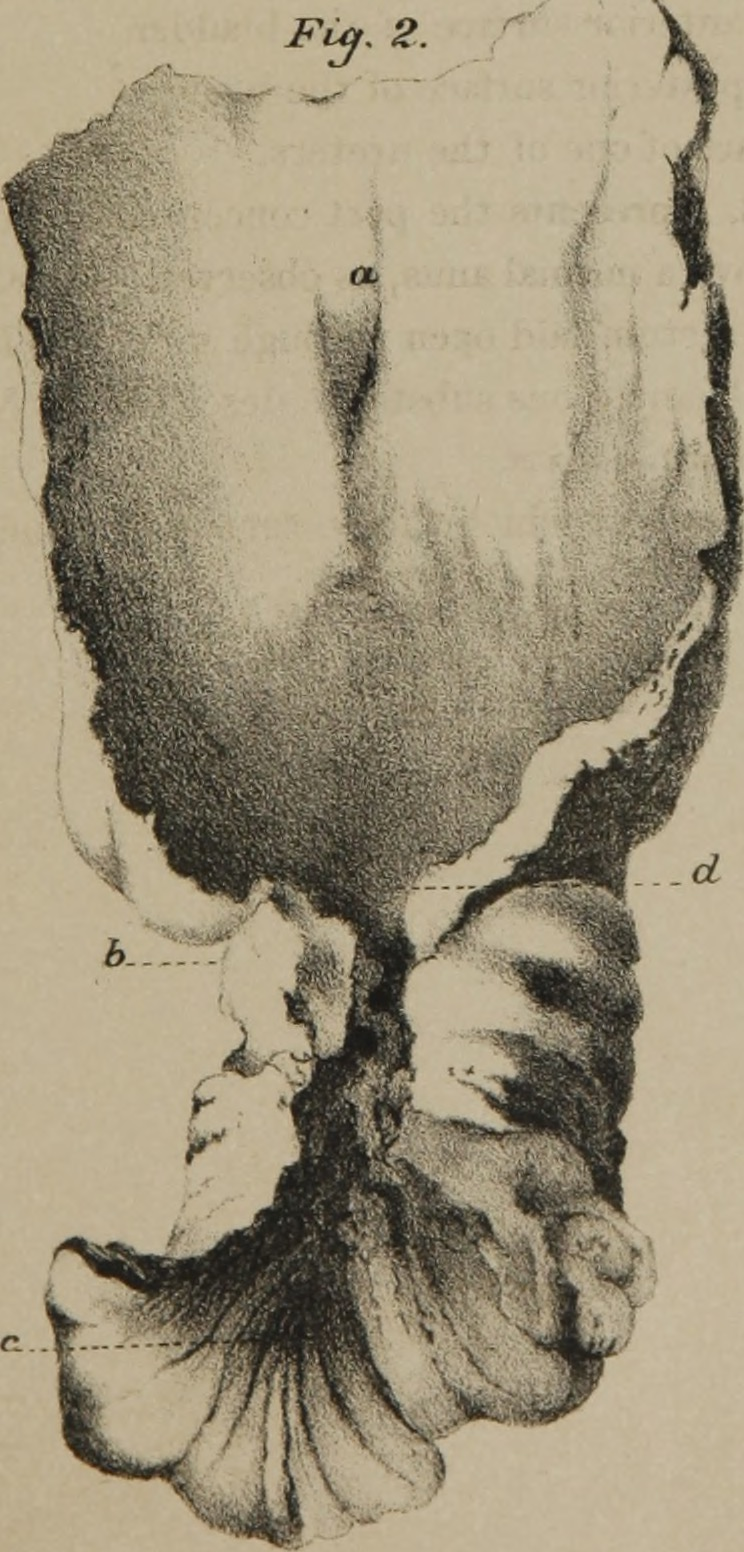
Schéma illustrant l'occlusion du rectum.

Une atrésie (du grec : a- privatif et trêsis : trou) décrit généralement une malformation congénitale menant à une anomalie anatomique qui se caractérise par la fermeture complète ou non d'un orifice ou d'un conduit d'un organisme.
Elle peut être d'origine congénitale (variété d'aplasie) ou exceptionnellement acquise (phénomène d'apoptose).
Exemples d'atrésie :
- atrésie aortique ;
- atrésie anus-rectum ;
- atrésie du canal auditif[3]
- atrésie du canal déférent ;
- atrésie de l'œsophage[1] ;
- atrésie trachéale ;
- atrésie vaginale ;
- atrésie des voies biliaires[1] qui touche un nouveau-né sur 20 000 et est la cause la plus fréquente de l'ictère obstructif ;

En médecine on parle aussi d'atrésie folliculaire pour la diminution physiologique (et non pathologique) du stock d'ovocytes (7 millions de follicules à 7 mois de vie embryonnaire pour un millier à la ménopause).